# Џон де Ланси
Џон Шервуд де Ланси Млађи (енгл. John Sherwood de Lancie, Jr.; 20. март 1948) амерички је глумац, комичар, режисер, продуцент и писац, најпознатији по улози Q у серији Звездане стазе: Следећа генерација и позајмљивању гласа Дискорду у анимираној серији Мој мали пони: Пријатељство је чаролија.